# فرنسيس جوزيف كامبل
فرنسيس جوزيف كامبل (بالإنجليزية: Francis Joseph Campbell)‏ هو تربوي أمريكي، ولد في 9 أكتوبر 1832، وتوفي في 30 يونيو 1914.